# ヴァロリス
ヴァロリス （フランス語:Vallauris、オック語プロヴァンサル方言:Valàuria、古典オック語:Valàurio）は、フランス、プロヴァンス＝アルプ＝コート・ダジュール地域圏、アルプ＝マリティーム県のコミューン。

## 地理
ヴァロリスの歴史地区は内陸の丘の上にあり、アンティーブに近接する。市街は現在海へ向かって伸びている。
2つの村からなっており、ひとつは陶器で有名なヴァロリス村、他方はゴルフ・ジュアン村という海水浴もでき、港もある村である。

## 歴史
鉄器時代終わりから定住が確認されている。1970年代、サン・ベルナール地区から青銅製ブレスレット、鉄製武器が発見された。発見の状況から、これが埋葬の副葬品なのかどうか決定ができなかった。しかしこの発掘物の様式は鉄器時代終わりか、ケルト人のものとして扱われている。紀元前3世紀から紀元前2世紀にさかのぼることができる。
アンティーブ司教が10世紀に記した文書の中に、Vallis Aureaの名で初めて現れる。後に町はレラン修道院の領地となる。以降、1787年にレラン修道院が世俗化されるまで、コミューンを治めたのは修道院であった。
1815年3月1日、エルバ島から脱出したナポレオン・ボナパルトはジュアン湾に上陸しヴァロリスに滞在した。重要な都市化事業が行われたのは19世紀後半である。中世以来の生活道路を現代に適応させるものだった。1899年にトラムが敷かれ、同年には男子校が創設された。1908年に女子校が設置され、1919年に電気が敷かれた。1900年代にシアーニュ運河の水が引かれ、農業、特にオレンジの花やビターオレンジの栽培文化が発展した。今日でもヴァロリスは、収穫されたオレンジの花とビターオレンジを蒸留し香料を抽出する国内唯一の都市である。
調理用陶器製造は、何世紀もわたってこの土地で育まれてきた。20世紀初頭、マシエール家とともにそれらは陶磁器の工房となった。19世紀後半に起きたジュアン湾沿いの集落の発展は、観光の発展、そして鉄道敷設と密接に結びついている。有名人たちが丘の中腹に別荘を建てた。
第二次世界大戦後、ヴァロリスの評判にひかれてパブロ・ピカソが移住してきた。その後はシャガールやミロも訪れた。ジャン・マレーもこの地を訪れ、そしてこの地に埋葬されている。

## 経済
サービス業が多い。観光業の中心は海水浴と陶器文化に触れることである。近接するソフィア・アンティポリスにある企業や研究所に経済が影響されている。

### 陶器
歴史節でも触れたようにヴァロリスでは古くから陶器を製作していたが、一時は衰退し存亡の危機にあった。転機は1947年、この地でマドゥーラ窯を主宰していた陶芸家とピカソとの出会いであった。ピカソがこのマドゥーラ窯で陶器を制作し、1948年11月より翌年にかけてパリにおいて陶器の展覧会を開いた。この展覧会が好評を得、ヴァロリスへの観光客が一気に増加したという。なお、このマドゥーラ窯はその後もピカソ作品のレプリカを製作・販売する権利を有している。
1950年、フランス文化使節の招きにより、日本の陶芸界が展覧会『現代日本陶芸展』をフランス、パリで開いた。元々はフランスだけでなく他の国も巡回し開催するはずの展覧会であったが、その予定をとりやめて翌年1951年にヴァロリスで行うことになった。これにはピカソの影響があったといい、ヴァロリスでの展覧会では同時にピカソによる作品40点も展示された。日本からは北大路魯山人などの作品が出品され、好評価を得た。また、出品作品のうちいくつか（舩木道忠、加藤唐九郎などによる作品）はヴァロリスの美術館に寄贈された。このような縁があって、北大路魯山人や加藤唐九郎などは後年、またそれ以降もヴァロリスはしばしば日本から陶芸家が訪れる土地となっている。
1968年、『ヴァロリス国際陶芸ビエンナーレ』が始まった。これは2012年現在も開催されており、日本からも作品が出品されている。
ヴァロリスで製作された陶器は現地の土産物屋のみならず、カンヌやニースへも輸送され販売される。レマンソー通りというヴァロリスのメイン・ストリートには多くの専門店が立ち並んでおり、多彩な陶器を見つけることができる。

### 観光
ヴァロリスにはピカソ美術館があり、ピカソ作の、ヴォールト状の通路の壁面に描かれた壁画がある。また、この美術館前の広場にはこれもピカソ作のブロンズ像『羊を抱く男』が設置されている。市立マニエリ美術館は陶器の美術館で、以上2つの美術館はヴァロリス城の敷地内にある。

## 交通
- 道路 - A8から数キロのところにある
- 鉄道 - TERプロヴァンス・アルプ・コートダジュールが運営するグラース＝ヴァンティミーユ線、ヴァロリス＝ゴルフ・ジュアン駅。
- 航空 - コート・ダジュール空港より約20分

## 姉妹都市
- オダーヘム、ベルギー
- ホードメゼーヴァーシャールヘイ、ハンガリー
- リンデンベルク、ドイツ